# Iglesia de San Andrés (Uncastillo)
La iglesia de San Andrés sita en la Calle Mediavilla n.º 36 de Uncastillo (Provincia de Zaragoza, España) es un edificio levantado entre 1570 y 1584 por iniciativa de don Pedro del Frago y Garcés, obispo e intelectual nacido en Uncastillo en 1500, cuyo sepulcro de mármol se encuentra en la nave central de la iglesia. 
Actualmente es propiedad particular y se encuentra en situación de deterioro y semi abandono.

## Descripción
La iglesia presenta cabecera recta y tres naves de la misma altura, separadas por cuatro columnas exentas y ocho adosadas y cubiertas por una techumbre de madera con bovedillas de revoltón. A los pies, en el lado del Evangelio se sitúa un coro alto, mientras que en el lado de la Epístola se abre una puerta que comunicaba antiguamente con el palacio y el hospital, hoy desaparecidos. 
En el exterior, destaca la portada renacentista, abierta en arco de medio punto sobre pilastras dóricas, que sostienen un entablamento recorrido en su parte superior por una cornisa que enmarca la escultura del santo titular. Tanto el arco como las pilastras aparecen decorados con puntas de diamante y el conjunto se remata con tres escudos de la familia del prelado. 
Por otro lado, al interior llama la atención la pintura mural que decora los muros, columnas y la techumbre. Es una decoración mural realizada a finales del siglo XVI, en estilo manierista centroitaliano y siguiendo un complejo programa iconográfico de simbolismo funerario en clave humanista, que da lugar a un conjunto único en Aragón. Las pinturas, fechadas en 1584, se han atribuido a Daniel Martínez, a raíz de un documento firmado años después por su hijo, Jusepe Martínez y, según la Dra. Morte García, bajo la dirección artística del flamenco Roland de Mois.